# ميدازولام
ميدازولام (بالإنجليزية: Midazolam)‏ يسوق في البلدان الناطقة تحت الأسماء التجارية دورميكوم أو هيبنوفال أو فيرسيد. هو دواء قصير المفعول من فئة البنزوديازيبين طورته هوفمان-لا روش في سنوات السبعينات، يستخدم هذا الدواء لعلاج النوبات الحادة، المعتدلة والشديدة للأرق، ويستخدم للتنويم والتخدير قبل الإجراءات الجراحية.